# Cristian Galván
Cristian Galván (Mérida, 27 de julio de 1991), es un practicante de Ciclismo en pista español. Ha sido ciclista profesional del UCI track -Emérita Track-(EXTREMADURA BIO RACER) del 2014 al 2017.

## Palmarés
- 3º Clasificado Campeonato España pista prueba de (scratch, 2008)
- 1º Campeonato Extremadura pista (2008-2016)
- 3º Campeonato de España de pista (persecución por equipos, 2009)
- 1º Copa Portugal pista (2012 y 2013) 2º Challenge carretera (Extremadura, 2013)
- 2º Trofeo internacional de pista de Barcelona (puntuación, 2014)
- 4º Campeonato de España (puntuación, 2014)
- 3º Trofeo internacional de Barcelona (eliminación, 2016)
- Convocado con la selección Española de pista (Challenge de Mallorca 2017)
- 4º Copa de España de pista (2017)
- 3º Clasificado rally xco btt Extremadura (2017)